# Dealul Bălăneşti
Dealul Bălănești is het hoogste punt in Moldavië, met een hoogte van 430 meter. Het ligt in Bălănești en behoort tot de Cornești heuvels.